# 을지로3가역
을지로3가(신한카드)역(Euljiro 3(sam)-ga(Shinhan Card)Station, 乙支路3街(新韓카드)驛)은 서울특별시 중구 을지로3가에 있는 서울 지하철 2호선과 수도권 전철 3호선의 환승역이다. 수도권 전철 3호선은 청계천 하저터널로 종로3가역과 연결된다.

## 역사
- 1983년 6월 30일 : 을지로3가역으로 역명 결정[1]
- 1983년 9월 13일 : 서울 지하철 3호선 역명을 을지로3가역으로 결정[2]
- 1983년 9월 16일 : 서울 지하철 2호선 을지로입구 ~ 성수 구간 개통과 함께 영업 개시
- 1985년 10월 18일 : 서울 지하철 3호선 독립문 ~ 양재 구간 개통과 함께 환승역이 됨[3]
- 2022년 3월 : 신한카드 유상병기로 역명판 교체예정[4]

## 역 구조
2호선은 2면 2선의 상대식 승강장이며, 3호선은 1면 2선의 섬식 승강장이다. 두 노선 모두 승강장에 스크린도어가 설치되어 있다. 출구는 12개가 있다. 2호선은 반대방향으로 횡단이 불가능하기 때문에, 3호선 환승통로와 승강장을 거쳐 반대방향으로 횡단해야 갈 수 있다. 수도권 3호선 역 중에서 가장 먼저 스크린도어가 설치되었으나, 잔고장과 노후화로 인해 2018년 12월부터 2019년 1월까지 신규 스크린도어가 재시공되었다.

### 승강장
| 을지로입구 ↑ |
| \| 외        |
| ↓ 을지로4가  |

| 종로3가 ↑ |
| 하상 \|   |
| ↓ 충무로  |

| 2호선 승강장 |                     |                                                       |
| 외선 순환    | ● 서울 지하철 2호선 | 을지로입구 · 시청 · 홍대입구 · 신도림 방면            |
| 내선 순환    | ● 서울 지하철 2호선 | 을지로4가 · 신당 · 성수 · 잠실 방면                   |
| 3호선 승강장 |                     |                                                       |
| 상행         | ● 수도권 전철 3호선 | 종로3가 · 경복궁 · 연신내 · 구파발 · 지축 · 대화 방면 |
| 하행         | ● 수도권 전철 3호선 | 충무로 · 약수 · 옥수 · 고속터미널 · 수서 · 오금 방면  |

### 환승
2호선에서 3호선 환승은 을지로4가 방면에 있는 끝 통로를 통해서 이동하며, 3호선에서 2호선 환승은 방향에 따라 둘로 나뉘어 있다. 오금 방면에 있는 계단은 잠실 방면이며, 대화 방면에 있는 계단은 시청 방면이다.

## 역 주변
- 인제대학교 서울백병원
- 서울시립청소년회관
- 고당 조만식 기념관
- 기업은행본점
- 을지로동행정복지센터
- 남대문세무서
- 명동성당
- 서울중부경찰서
- 명보사거리방면
- 청계천
- 을지빌딩
- 가톨릭평화방송
- 신한카드

## 이용객 변동
| 노선  | 노선   | 일평균 인원수 (명/일) | 일평균 인원수 (명/일) | 일평균 인원수 (명/일) | 일평균 인원수 (명/일) | 일평균 인원수 (명/일) | 일평균 인원수 (명/일) | 일평균 인원수 (명/일) | 일평균 인원수 (명/일) | 일평균 인원수 (명/일) | 일평균 인원수 (명/일) | 각주  |
| 노선  | 노선   | 2000년                | 2001년                | 2002년                | 2003년                | 2004년                | 2005년                | 2006년                | 2007년                | 2008년                | 2009년                | 각주  |
| ----- | ------ | --------------------- | --------------------- | --------------------- | --------------------- | --------------------- | --------------------- | --------------------- | --------------------- | --------------------- | --------------------- | ----- |
| 2호선 | 승차   | 18,173                | 18,762                | 18,727                | 18,211                | 17,868                | 16,664                | 15,727                | 15,230                | 14,954                | 15,582                | [ 5 ] |
| 2호선 | 하차   | 19,322                | 20,028                | 19,774                | 19,169                | 18,800                | 18,028                | 16,737                | 16,181                | 15,879                | 16,313                | [ 5 ] |
| 2호선 | 승하차 | 37,495                | 38,790                | 38,501                | 37,380                | 36,668                | 34,692                | 32,464                | 31,411                | 30,832                | 31,894                | [ 5 ] |
| 3호선 | 승차   | 11,911                | 11,985                | 11,518                | 10,906                | 10,508                | 9,936                 | 9,334                 | 9,126                 | 8,904                 | 8,965                 | [ 5 ] |
| 3호선 | 하차   | 13,231                | 13,357                | 12,665                | 12,036                | 11,523                | 11,142                | 10,588                | 10,244                | 9,951                 | 9,915                 | [ 5 ] |
| 3호선 | 승하차 | 25,142                | 25,342                | 24,183                | 22,942                | 22,031                | 21,078                | 19,922                | 19,369                | 18,856                | 18,880                | [ 5 ] |
| 노선  | 노선   | 2010년                | 2011년                | 2012년                | 2013년                | 2014년                | 2015년                | 2016년                | 2017년                | 2018년                |                       |       |
| 2호선 | 승차   | 15,754                | 15,772                | 17,192                | 18,273                | 18,869                | 19,692                | 20,131                | 20,093                | 21,559                |                       |       |
| 2호선 | 하차   | 16,115                | 15,920                | 17,638                | 18,897                | 19,223                | 19,229                | 19,729                | 19,881                | 21,110                |                       |       |
| 2호선 | 승하차 | 31,869                | 31,692                | 34,830                | 37,170                | 38,093                | 38,921                | 39,860                | 39,974                | 42,669                |                       |       |
| 3호선 | 승차   | 8,835                 | 8,901                 | 9,441                 | 9,692                 | 9,740                 | 8,972                 | 9,018                 | 9,400                 | 10,241                |                       |       |
| 3호선 | 하차   | 9,765                 | 9,735                 | 10,146                | 10,346                | 10,523                | 10,293                | 10,327                | 10,300                | 10,829                |                       |       |
| 3호선 | 승하차 | 18,600                | 18,636                | 19,587                | 20,038                | 20,264                | 19,265                | 19,345                | 19,700                | 21,070                |                       |       |

## 사진

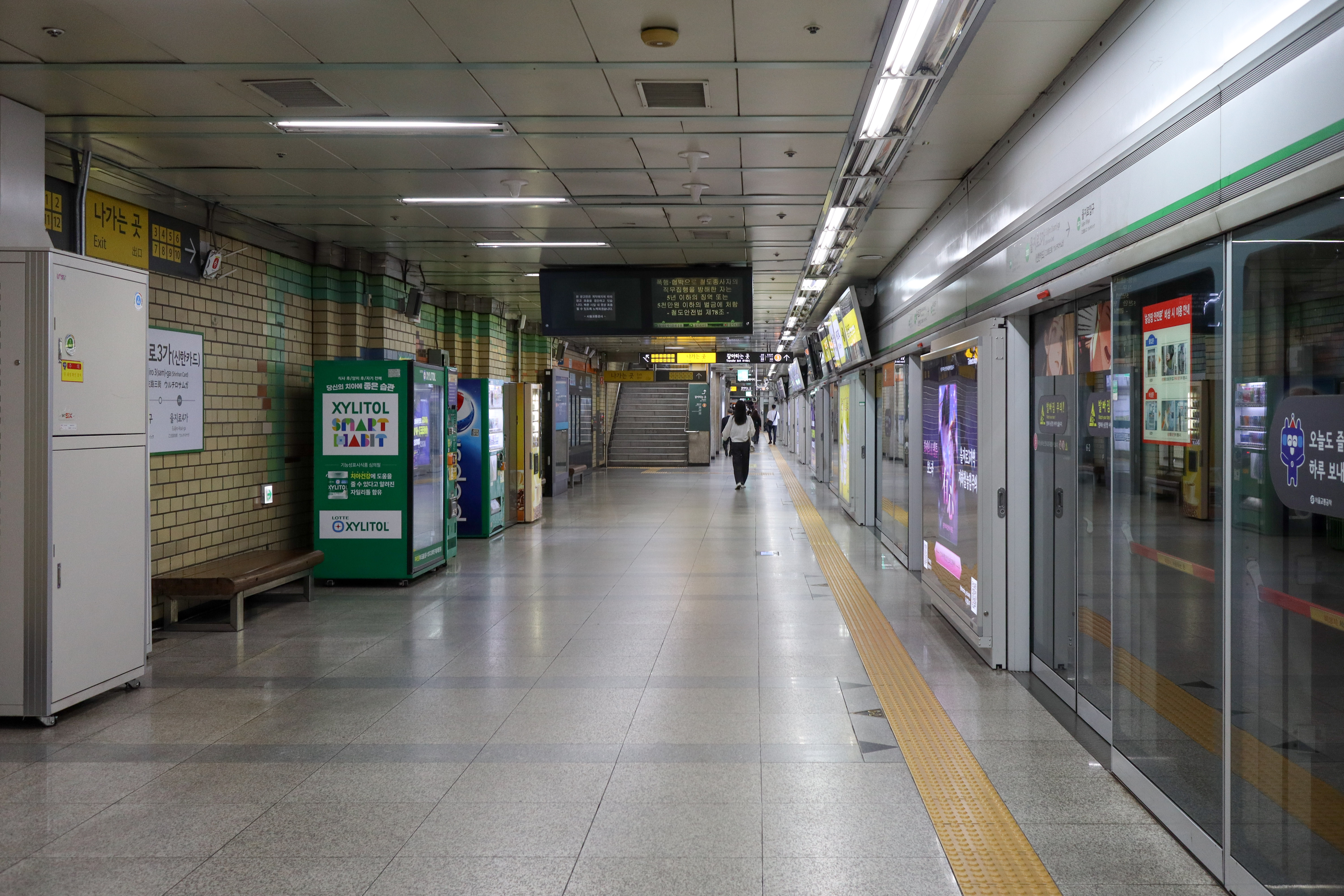
2호선 승강장
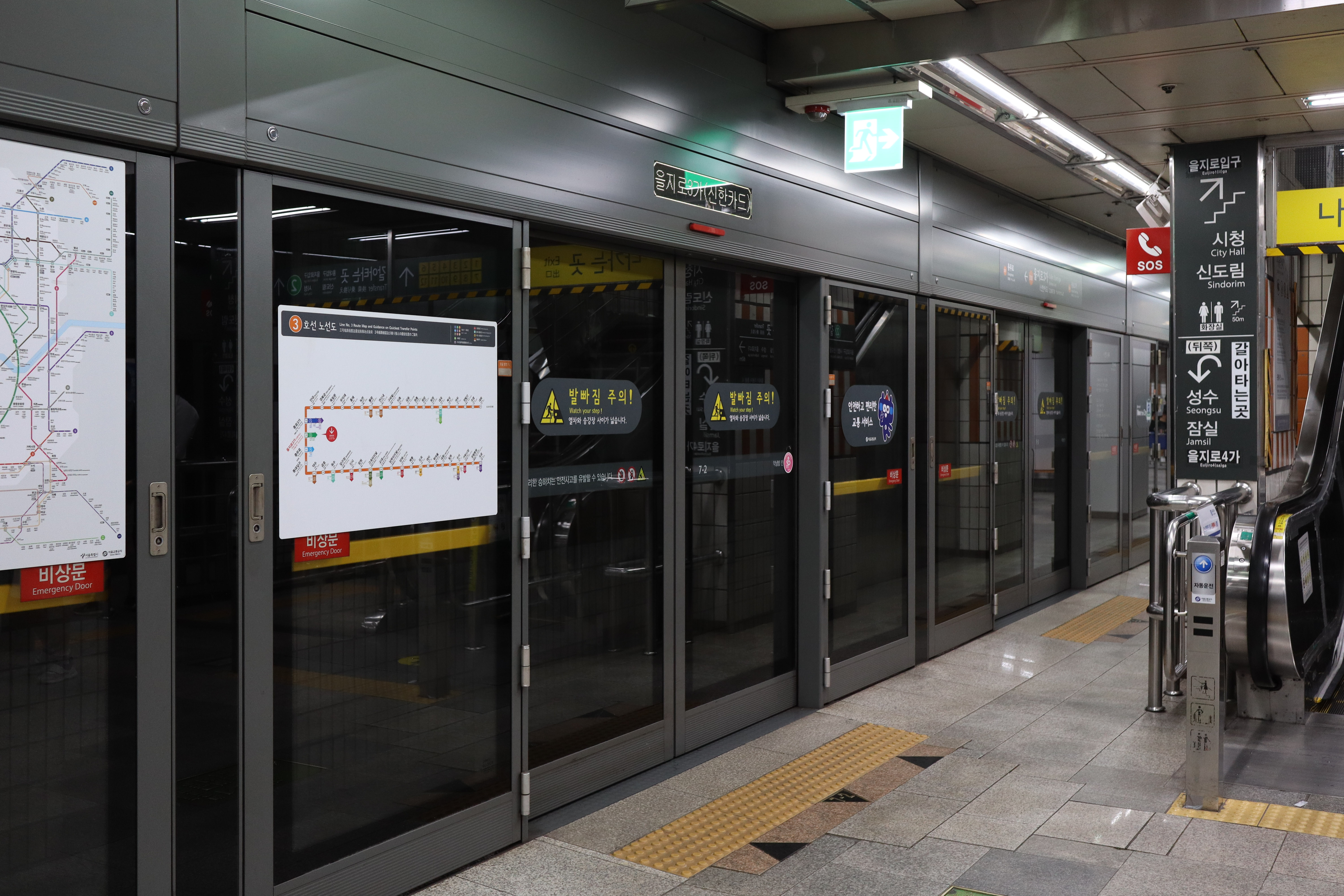
3호선 승강장
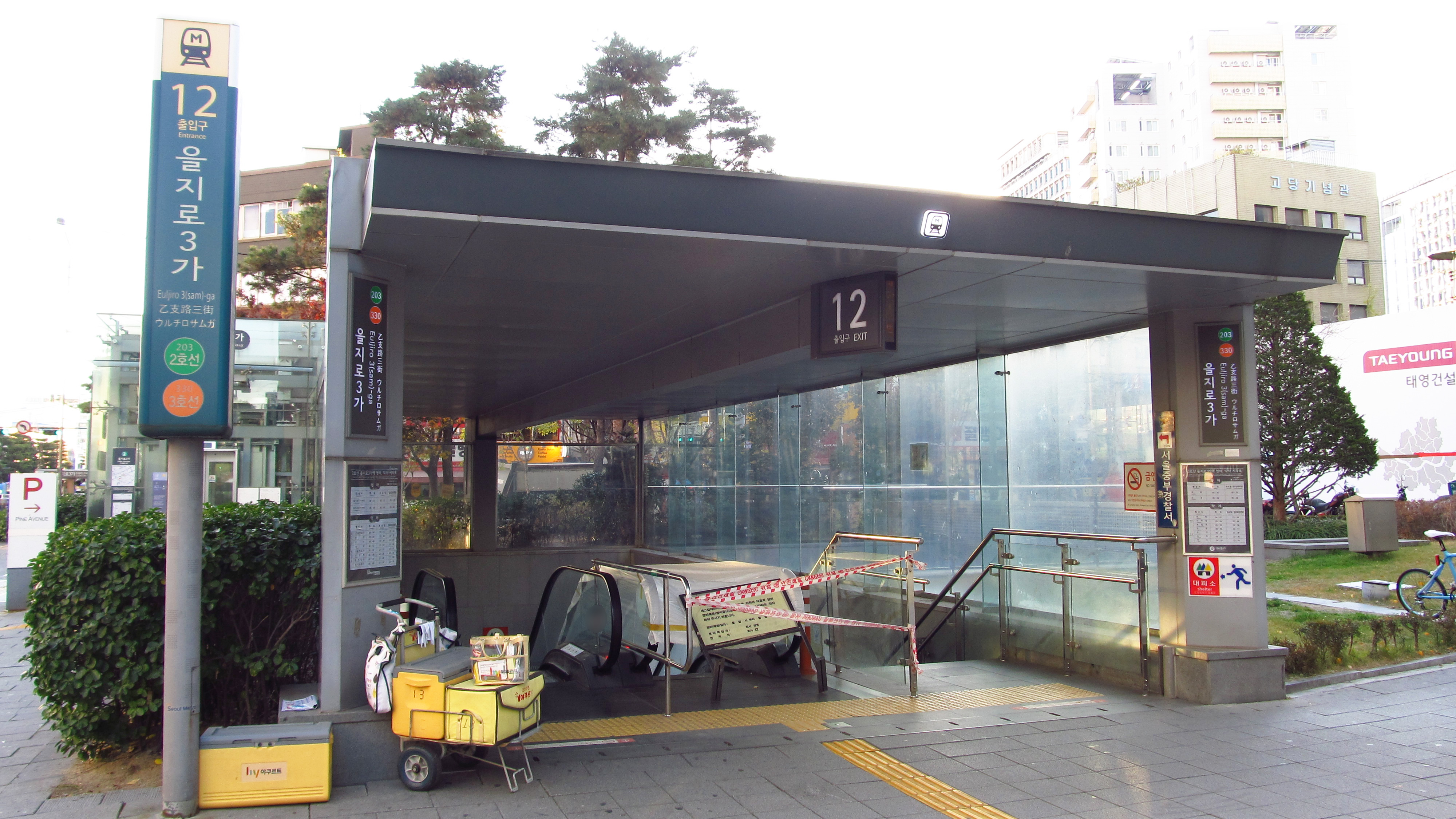
을지로3가역 출입구

## 인접한 역
| 서울 지하철 2호선       | 서울 지하철 2호선   | 서울 지하철 2호선      |
| ----------------------- | ------------------- | ---------------------- |
| 202 을지로입구 외선순환 | ● 서울 지하철 2호선 | 204 을지로4가 내선순환 |
| 서울 지하철 3호선       |                     |                        |
| 329 종로3가 대화 방면   | ● 수도권 전철 3호선 | 331 충무로 오금 방면   |